# 黑色素瘤

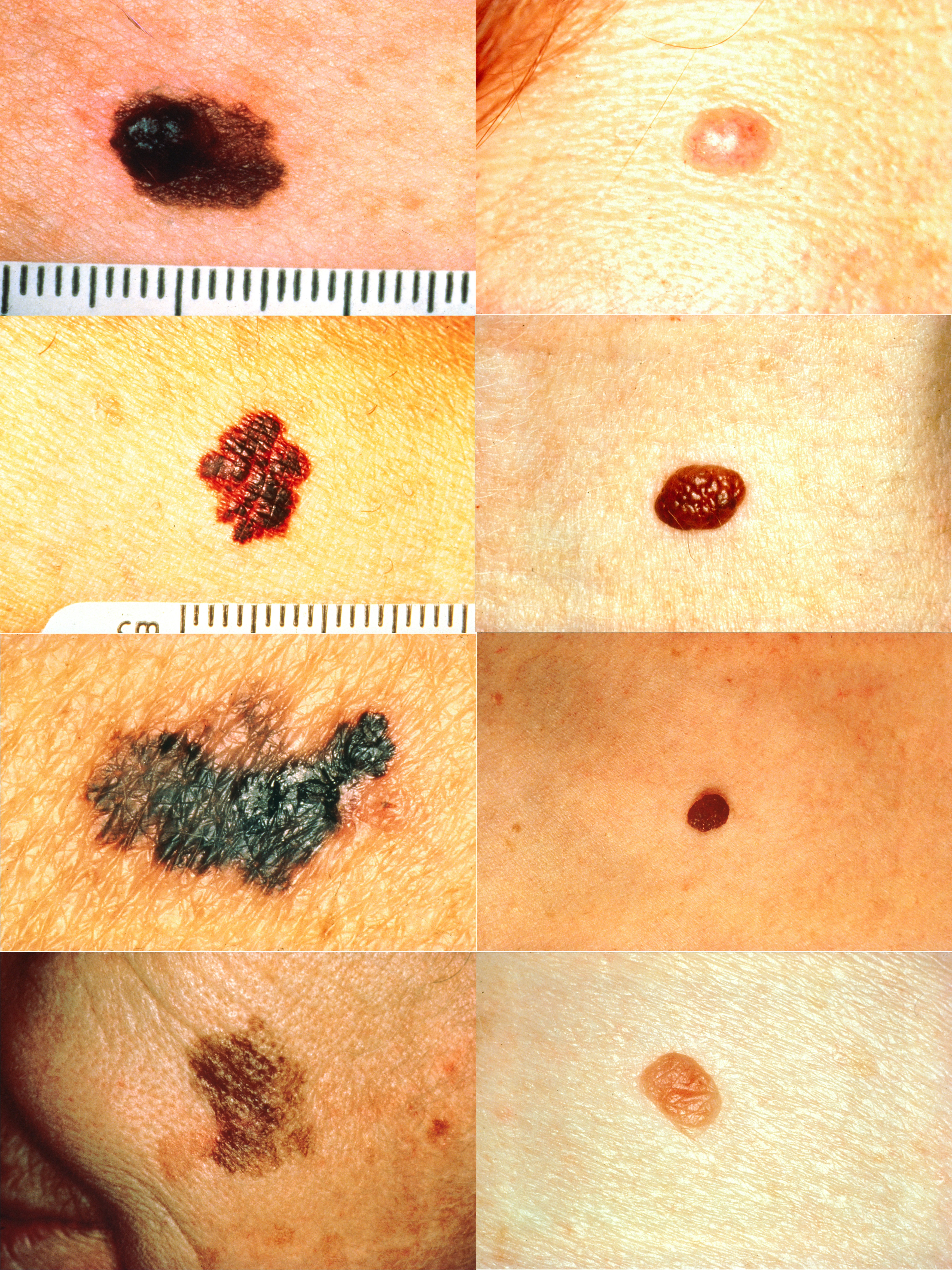
ABCD規則圖示：在左側從上到下：黑色素瘤顯示（A）不對稱（B）邊界是不均衡的，破爛的，或缺口（C）褐色，黑色或棕褐色和不同色調的色素（D）是有改變大小直徑。在右側正常痣沒有異常的特徵（沒有不對稱，平滑的邊界，平滑的顏色，直徑沒有變化）。

黑色素瘤，又稱惡性黑色素瘤，是一種從黑色素細胞發展而來的癌症，全球約有23萬人感染此病。好發於皮膚但也可能出現在口腔、腸道或眼睛中。女性患者的黑色素瘤最常出現在腿，而男性患者則最常出現在背部。有時黑色素瘤是由痣轉變發展而來，有這種轉變的痣外觀上的改變包括尺寸變大、邊緣變得不規則、顏色改變、發癢、或皮膚破壞。

## 成因及診斷
對於膚色較淺的人而言，紫外線暴露是造成黑色素瘤的主因。太陽或日曬都是可能的紫外線來源。大約有25%的黑色素瘤是從痣發展而來。有很多痣、家中曾有人得過黑色素瘤，以及免疫力低下的人，罹患黑色素瘤的風險都較高。一些罕見的基因缺陷，例如著色性乾皮症，也會增加罹患的風險。診斷方法是對可疑的皮膚病變部位進行切片檢查。

## 預防與治療
避免紫外線暴露以及使用防曬油可以預防黑色素瘤的產生。治療方法通常是手術切除。對於黑色素瘤較大的病患，會檢測鄰近的淋巴結來判斷是否發生轉移。若沒有轉移的話大部分的病患可被治癒。對於黑色素瘤已發生轉移的病患，免疫療法、生物性治療、放射線治療或化學治療可能可以增加存活率在美國，病患在接受治療後，若只有局部病變五年存活率為98%，若已發生轉移，五年存活率則為17%。復發或轉移的可能性取決於該黑色素瘤厚度、細胞分裂速度、以及覆蓋其上的皮膚是否被破壞，近年發展的免疫療法對於該病症頗有效果，能夠提高治癒率。。
部分數據顯示，在治療黑色素瘤的同時使用β受體阻滯劑可有效提升患者之預後，降低惡化速率、復發率及死亡率
。
亦有研究證實，阻斷β2及β3腎上腺素受體可有效減緩黑色素瘤生長，並改變其腫瘤微環境中逃避免疫相關機制，
為治療的新興研究方向。

## 危害程度
黑色素瘤是皮膚癌當中最危險的一種，其恶性程度高，是皮膚癌的主要死亡原因之一。而且放射治療與化學治療改善程度都很有限，因此死亡率很高，若能早期診斷治療可以提高治癒率。
2012年全球有232,000人罹患黑色素瘤，並造成55,000人死亡。澳洲和紐西蘭的黑色素瘤發生率為全球最高。歐洲和北美洲也有高發生率，但在亞洲、非洲和拉丁美洲，發生率則較低。在台灣則佔了皮膚癌當中7%左右。男性得病的比例高於女性。1960年代以來，黑色素瘤在以白人為主的區域變得越來越常見。

## 細胞株
- B16F10 (小鼠)
- A375 (人)
- A875 (人)
- A2058 (人)